# HANABI (Mr.Children單曲)
《HANABI》（可翻譯為「煙火」），是日本樂團Mr.Children的第33張單曲。2008年9月3日發行。

## 簡介
在《GIFT》發行僅一個月之後就發行這張單曲，三個月來每個月發行作品（單曲《GIFT》、演唱會DVD《Mr.Children "HOME" TOUR 2007 -in the field-》、單曲《HANABI》）的第三彈。封面以淡藍色和白色作為主背景，是通過一塊冰塊看對岸的煙火（HANABI）的景象。歌曲十分勵志，歌詞寓意無法捕捉且瞬間即逝的光芒，但還是「再一次、再一次」地伸出雙手。
本歌曲被用作富士電視台的電視劇《空中急診英雄》系列（2008年、2010年、2017年）及電影版《空中急診英雄 -海空災難最終救援-》（2018年）的主題曲。
發售後連續兩週獲得Oricon公信榜單曲週榜冠軍，總銷量達48.5萬張，是2008年度日本單曲銷量第6位。連續6年有單曲進入年榜前10位，刷新了新紀錄。通算至此總共有10年有單曲進入年榜前10位。

## 收錄曲目
1. HANABI
作詞、作曲：櫻井和壽；編曲：小林武史 & Mr.Children
電視劇《空中急診英雄》系列及電影版《空中急診英雄 -海空災難最終救援-》主題曲。
2. 作詞、作曲：櫻井和壽；編曲：小林武史 & Mr.Children
是的原曲，重新填詞
3. 作詞、作曲：櫻井和壽；編曲：小林武史 & Mr.Children

## 外部連結
- 唱片介紹 （页面存档备份，存于） Mr.Children官方網站